# Platynereis kau
Platynereis kau är en ringmaskart som beskrevs av Read 2007. Platynereis kau ingår i släktet Platynereis och familjen Nereididae. Inga underarter finns listade i Catalogue of Life.